# Ansitz Thurn (Bozen)

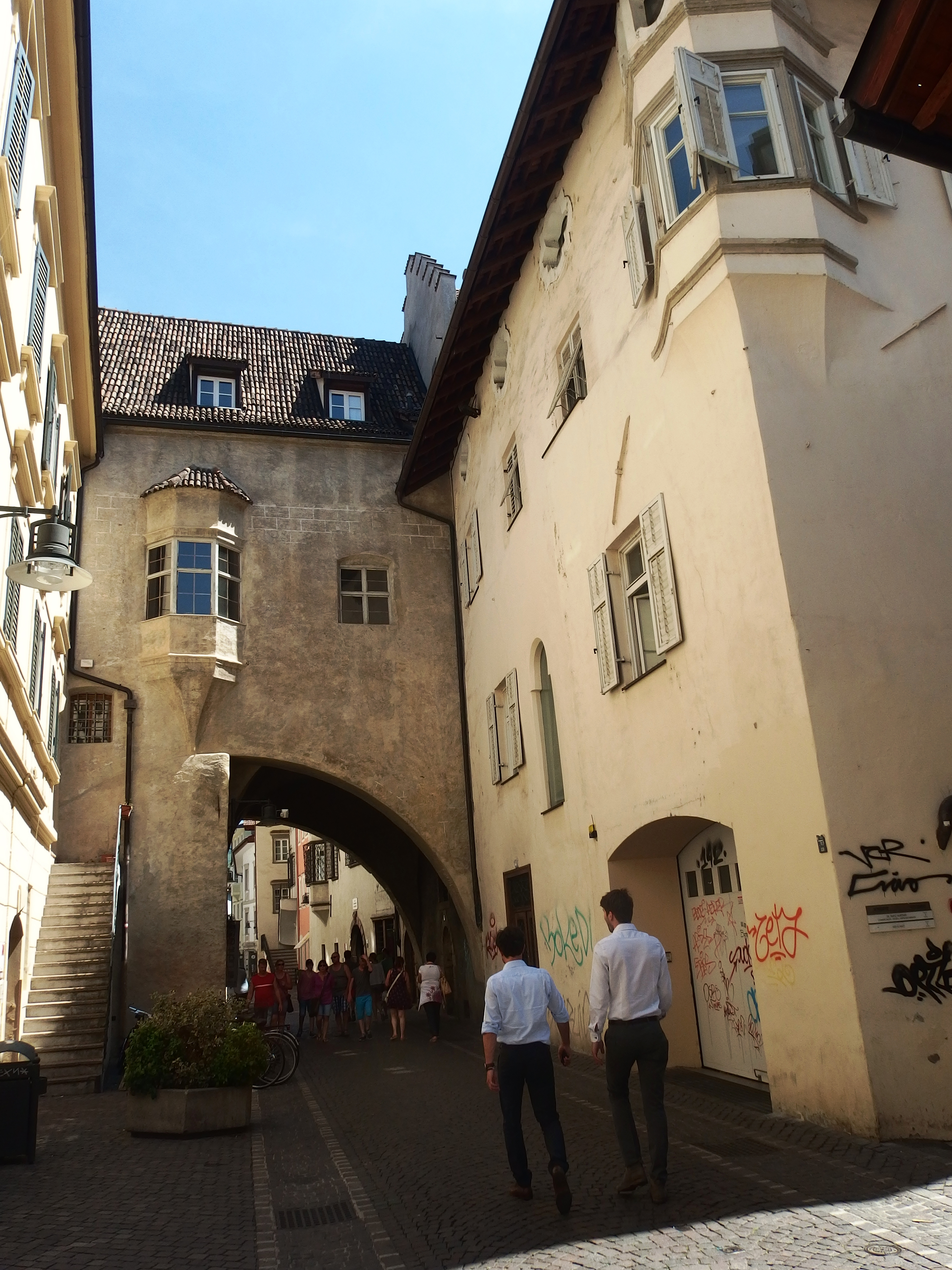
Der Ansitz Thurn mit dem die Dr.-Streiter-Gasse überspannenden Bogen. Der Ansatz des nach rechts abgehenden Wohnturms wird durch den Zinnengiebel angedeutet.

Der Ansitz Thurn ist ein Gebäude in Bozen (Südtirol) zwischen den Lauben und der Dr.-Streiter-Gasse.

## Geschichte
Der Ansitz wurde Ende des 13. Jahrhunderts erstmals als Sitz der Familie von Thurn (de Turri) erwähnt. Es handelt sich dabei um einen alten Wohnturm, der Bestandteil der mittelalterlichen Stadtbefestigung war. Der ursprüngliche Turm hat einen Grundriss von 10 × 9 Metern und verfügt über Keller, Parterre und drei Obergeschosse. 
Ende des 15. Jahrhunderts erfolgten größere Erweiterungen und Umbauten, der Ansitz wurde in die heutige Form gebracht und erhielt sein spätgotisches Aussehen mit Treppengiebeln, Eckerkern und Quaderrahmungen im Putz. Durch einen Anbau wurde das Gebäude mittels eines Bogens, der die Dr.-Streiter-Gasse überspannt, nach Norden hin erweitert und repräsentativer ausgestattet. Im Inneren befinden sich zwei spätgotische Säle, die in ihrer ursprünglichen Ausstattung weitgehend erhalten geblieben sind. Im sogenannten Petersaal gibt es eine hölzerne Kassettendecke und steingerahmte Satteltüren, bei einem Fenster Reste eines gotischen Biforienfensters, das auf das 14. Jahrhundert zu datieren ist. Der angrenzende Saal ist mit einer spätgotischen und teilweise bemalten Balkendecke sowie Fresken mit dekorativer Rankenmalerei vom Ende des 15. Jahrhunderts ausgestattet. Dort ist ein Allianzwappen der Adelsfamilien Firmian und Tänzl von Tratzberg zu sehen.
Nach dem Aussterben der Familie von Thurn im Jahr 1461 ging das Gebäude an die Familie von Niedertor über; 1497 wurde es Eigentum des Bartholomäus von Firmian. Ab 1571 gehörte der Ansitz den Freiherrn und späteren Grafen Khuen von Belasy. 1637 ging er an die aus Füssen stammende Kaufmannsfamilie von Zallinger über, die das Prädikat zum Thurn übernahm; seit 1807 besitzt sie auch den Ansitz Stillendorf.
Der ursprüngliche Wohnturm (Dr.-Streiter-Gasse 27–27a) steht seit 1950 zusammen mit dem südlich angrenzenden Haus Lauben 32 unter Denkmalschutz. Der die Dr.-Streiter-Gasse überspannende Bogen wurden 1977 zusammen mit dem nördlich angrenzenden Ölhaus (Dr.-Streiter-Gasse 20) als Baudenkmal eingetragen.